# Mondoubleau
Mondoubleau – miejscowość i gmina we Francji, w Regionie Centralnym, w departamencie Loir-et-Cher.
Według danych na rok 1990 gminę zamieszkiwało 1557 osób, a gęstość zaludnienia wynosiła 322 osoby/km² (wśród 1842 gmin Centre, Mondoubleau plasuje się na 257. miejscu pod względem liczby ludności, natomiast pod względem powierzchni na miejscu 1369.).